# Carmen (película de 1915 de Raoul Walsh)

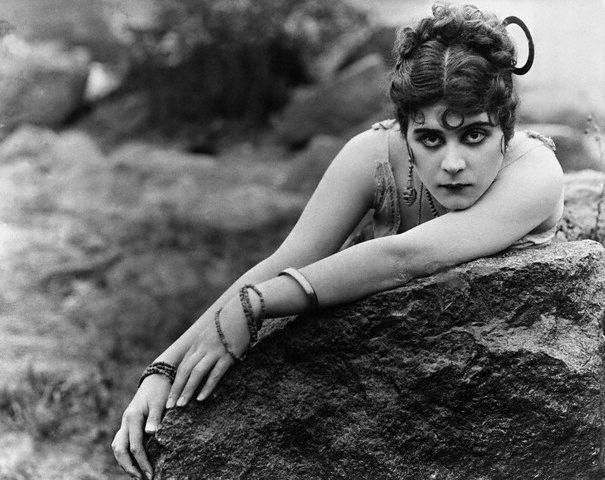
Theda Bara como Carmen.

Carmen es una película muda estadounidense  dramática de 1915, escrita y dirigida por Raoul Walsh, y protagonizada por Theda Bara. Está basada en la novela corta de 1845 Carmen, y fue filmada en el Fox Studio en Fort Lee, Nueva Jersey. La película se considera perdida.

## Reparto
- Theda Bara como Carmen
- Einar Tilo como Don José
- Carl Harbaugh como Escamillo
- James A. Marcus como Dancaire
- Emil De Varney como capitán Morales
- Elsie MacLeod como Michaela
- Fay Túnez como Carlotta
- Joseph P. Green